# Hadena acutermina
Hadena acutermina là một loài bướm đêm trong họ Noctuidae.